# Liste der Monuments historiques in Longpont-sur-Orge
Die Liste der Monuments historiques in Longpont-sur-Orge führt die Monuments historiques in der französischen Gemeinde Longpont-sur-Orge auf.

## Liste der Bauwerke
| Bezeichnung                        | Beschreibung | Standort                                               | Kennzeichnung | Schutzstatus    | Datum     | Bild |
| ---------------------------------- | ------------ | ------------------------------------------------------ | ------------- | --------------- | --------- | ---- |
| Basilika Notre-Dame-de-Bonne-Garde |              | Place des Combattants-et-des-Victimes-de-Guerre (Lage) | PA00087941    | Classé          | 1862      |      |
| Ensemble agricole monastique       |              | Rue de Lormoy Place des Combattants (Lage)             | PA91000271    | Inscrit         | 2016      |      |
| Regard des Folies                  |              | 137, Chemin de la Croix-Rouge-Fer (Lage)               | PA91000008    | Inscrit Inscrit | 2002 2016 |      |

## Liste der Objekte
- Monuments historiques (Objekte) in Longpont-sur-Orge der Base Palissy des französischen Kultusministeriums